# Surendranath Banerjea
Surendranath Banerjea, född 10 november 1848 och död 6 augusti 1925, var en indisk politiker.
Banerjea grundade en skola i Calcutta, som sedan utvecklats till det bekanta Ripon college (1948–1949 omdöpt till Surendranath College efter grundaren), och grundade 1876 den nationalistiska Calcutta Indian association. Han var även en av de främsta initiativtagarna till nationalkongressen 1883 samt senare president vid dess sammanträden 1895 och 1902. 1893 blev han ledamot av Bengalens lagstiftande församling, och bekämpade energiskt den 1905 av lord Curzon genomförda delningen av provinsen Bengalen och var 1913–1920 medlem av Indiens lagstiftande råd. År 1919 bröt han med den bland de indiska nationalisterna övervägande extrema riktningen, och bildade ett "liberalt" parti, som anslöt sig till det Motagu-Chelmsfordska självstyrelseprojektet. Banerjea blev 1921 ledamot av Bengalens nya lagstiftande råd. Banerjea var en främsta indiska politikerna under sin tid, och har kallats "Indiens Gladstone".